# Тульчинский округ
Тульчинский округ (укр. Тульчинська округа) — единица административного деления Украинской ССР, существовавшая с марта 1923 по июль 1930 года. Административный центр — город Тульчин.
Образован в 1923 году в составе Подольской губернии.
В июне 1925 года губернии на Украине были упразднены, и округ перешёл в прямое подчинение Украинской ССР. При этом к Тульчинскому округу была присоединена территория упразднённого Гайсинского округа.
По данным на 1 января 1926 года, округ делился на 17 районов: Бершадский, Брацлавский, Вапнярский, Гайсинский, Джулинский, Крыжопольский, Ладыженский, Мястковский, Ободовский, Ольгопольский, Песчанский, Соболевский, Томашпольский, Тростянецкий, Тульчинский, Чичельницкий и Шпиковский.
Округ упразднён в июле 1930, как и большинство округов СССР. Районы переданы в прямое подчинение Украинской ССР.
По данным переписи 1926 года, численность населения составляла 706,2 тыс. чел. В том числе украинцы — 89,7 %; евреи — 6,8 %; поляки — 1,6 %; русские — 1,6 %.